# جوناثان هوغ
جوناثان هوغ (بالإنجليزية: Jonathan Hogg)‏ (مواليد 6 ديسمبر 1988 في ميدلزبره - إنجلترا) لاعب كرة قدم إنجليزي يلعب حالياً لصالح نادي الدرجة الممتازة أستون فيلا الإنجليزي منذ عام 2009 في مركز الوسط المحوري .

## روابط خارجية
- جوناثان هوغ على موقع قاعدة بيانات كرة القدم.إي يو (الإنجليزية)
- جوناثان هوغ على موقع Soccerbase.com (لاعب) (الإنجليزية)
- جوناثان هوغ على موقع Soccerway.com (الإنجليزية)
- جوناثان هوغ على موقع عالم كرة القدم.نت (الإنجليزية)
- جوناثان هوغ على موقع كووورة